# CB Málaga
CB Unicaja je španjolski košarkaški klub iz Málage. Trenutačno nastupa u ACB ligi. Osnovana je 1992. spajanjem dvaju gradskih klubova "Club Basket-ball Maristas de Málaga" i "El Caja de Ronda". Zbog sponzorskih razloga klub nosi ime Unicaja Málaga.

## Trofeji
- ACB liga: 
  - 1: 2005./06.
- Kup Kralja: 
  - 1: 2004./05.
- Eurocup:
  - 1: 2016./17.
- Kup Radivoja Koraća: 
  - 1: 2000./01.

## Poznati igrači
| - Dan Cadwell - Bojan Popović - Wálter Herrmann - Žan Tabak - Thierry Zig - Frédéric Weis - Ademola Okulaja | - Gary Plummer - Gintaras Einikis - José Ortiz - Milan Gurović - Richard Petruška - Jorge Garbajosa - Daniel Santiago | - Kostas Vassiliadis - Fran Vázquez - J. R. Bremer - Marcus Brown - Louis Bullock - Marc Iavaroni - Chris King | - Tony Massenburg - Darren Phillip - Lou Roe - Ralph Sampson - Reggie Slater - Deon Thomas - David Wood |

## Vanjske poveznice
- Službena stranica

| Liga ACB (2009./10.) | Liga ACB (2009./10.) |
| --- | -------------------- |
| |                      |
| Alta Gestión Fuenlabrada \| Bàsquet Manresa \| Bizkaia Bilbao Basket \| Caja Laboral \| Cajasol \| CB Granada \| CB Murcia \| CB Valladolid \| DKV Joventut \| Estudiantes \| Gran Canaria 2014 \| Lagun Aro GBC \| Meridiano Alicante \| Real Madrid \| Regal FC Barcelona \| Unicaja \| Valencia BC \| Xacobeo Blu:Sens |                      |

| Liga ACB (2009./10.) | Liga ACB (2009./10.) |
| --- | -------------------- |
| |                      |
| Alta Gestión Fuenlabrada \| Bàsquet Manresa \| Bizkaia Bilbao Basket \| Caja Laboral \| Cajasol \| CB Granada \| CB Murcia \| CB Valladolid \| DKV Joventut \| Estudiantes \| Gran Canaria 2014 \| Lagun Aro GBC \| Meridiano Alicante \| Real Madrid \| Regal FC Barcelona \| Unicaja \| Valencia BC \| Xacobeo Blu:Sens |                      |

| Euroliga 2008./09.         | Euroliga 2008./09. |
| -------------------------- | --- |
|                            | |
| Prvak                      | Panathinaikos |
|                            | |
| Finalist                   | CSKA Moskva |
|                            | |
| Treće mjesto               | Regal FC Barcelona |
|                            | |
| Četvrto mjesto             | Olympiakos |
|                            | |
| Ispali u četvrtfinalu      | Montepaschi Siena • Partizan Igokea • Real Madrid • TAU Cerámica                                                                          |
|                            | |
| Stigli do Top 16           | AJ Milano • ALBA Berlin • Asseco Prokom Sopot • Cibona Zagreb • Fenerbahçe Ülker • Lottomatica Rim • Maccabi Tel Aviv • Unicaja Málaga    |
|                            | |
| Ispali u regularnom dijelu | Air Avellino • DKV Joventut • Fenerbahçe Ülker • Le Mans • Panionios OnTelecoms • SLUC Nancy • Union Olimpija Ljubljana • Žalgiris Kaunas |

| Euroliga 2008./09.         | Euroliga 2008./09. |
| -------------------------- | --- |
|                            | |
| Prvak                      | Panathinaikos |
|                            | |
| Finalist                   | CSKA Moskva |
|                            | |
| Treće mjesto               | Regal FC Barcelona |
|                            | |
| Četvrto mjesto             | Olympiakos |
|                            | |
| Ispali u četvrtfinalu      | Montepaschi Siena • Partizan Igokea • Real Madrid • TAU Cerámica                                                                          |
|                            | |
| Stigli do Top 16           | AJ Milano • ALBA Berlin • Asseco Prokom Sopot • Cibona Zagreb • Fenerbahçe Ülker • Lottomatica Rim • Maccabi Tel Aviv • Unicaja Málaga    |
|                            | |
| Ispali u regularnom dijelu | Air Avellino • DKV Joventut • Fenerbahçe Ülker • Le Mans • Panionios OnTelecoms • SLUC Nancy • Union Olimpija Ljubljana • Žalgiris Kaunas |